# Mircea Albulescu

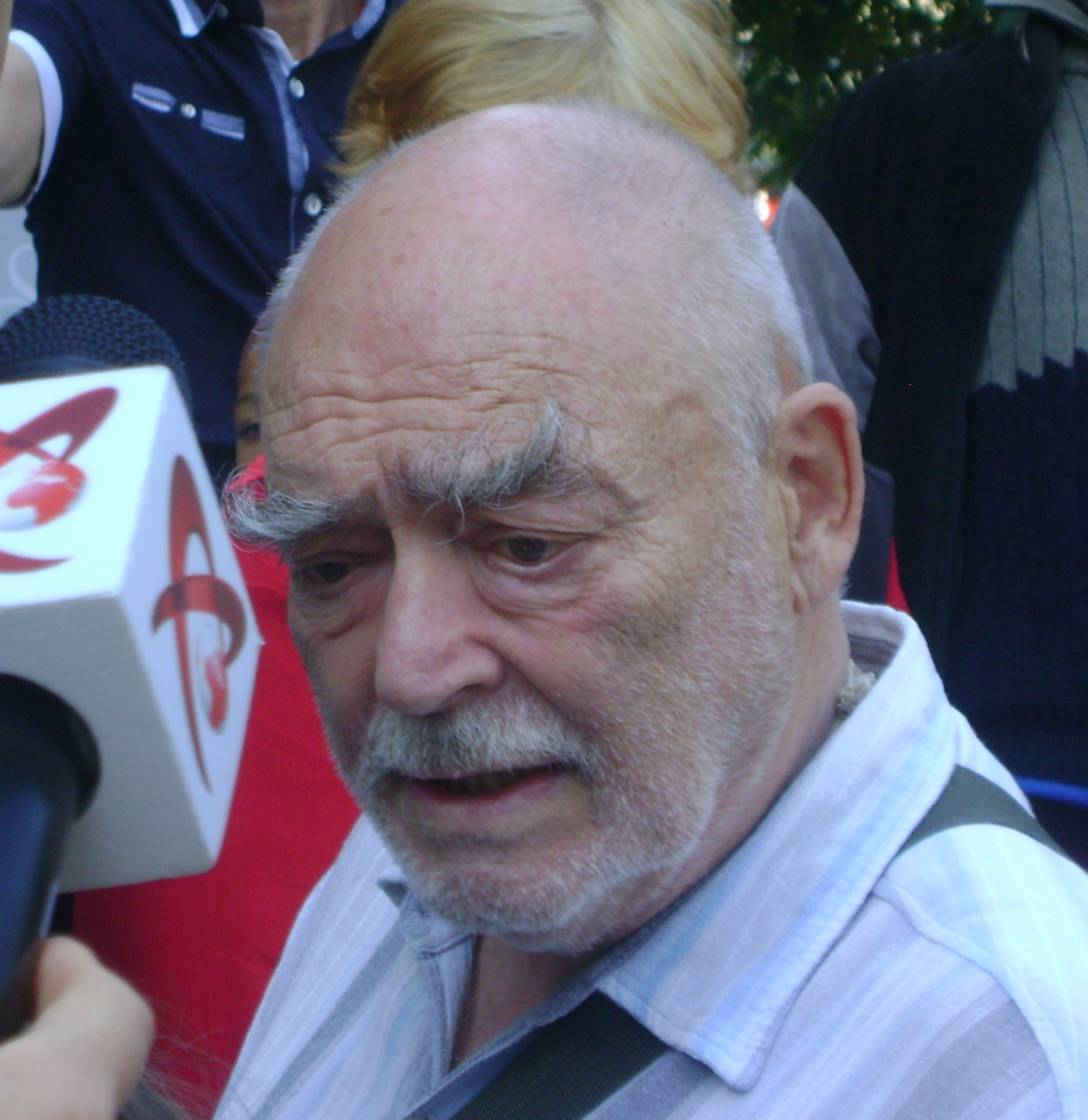
Mircea Albulescu (2011)

Mircea Albulescu, eigentlich Iorgu Constantin V. Albulescu (* 4. Oktober 1934 in Bukarest; † 8. April 2016 ebenda), war ein rumänischer Schauspieler.

## Leben
Mircea Albulescu war zunächst als Statist am Bukarester Nationaltheater tätig und absolvierte extern ein Studium an der Theater- und Filmhochschule (Institutul de Artă Teatrală și Cinematografică „I.L. Caragiale“) in Bukarest. Im Jahr 1951 schloss er das Studium an der Fakultät für Schauspiel und Regie mit einem Examen ab. Im Jahr 1956 ging Albulescu an das Komödientheater in Bukarest, wo er bis 1966 spielte. Albulescu war seit Mitte der 1970er-Jahre Ensemblemitglied des Teatrul Național București. Von 1990 bis 1998 lehrte Albulescu als Professor an der Universitatea de Artă Teatrală şi Cinematografică. Zu seinen Schülern gehörte unter anderem Mihai Marinescu.
Seine erste Filmrolle übernahm Albulescu 1957 in Wenn du mich liebst (Pasărea furtunii). Ab 1970 erhielt er größere Rollen und hat von da an in rund 75 Filmen mitgespielt. Neben Abenteuerfilmen und Western war Albulescu auch in Dramen und Gegenwartsfilmen zu sehen.
Albulescu fand neben seiner schauspielerischen Tätigkeit auch Anerkennung als Publizist, Dichter und Kunstkenner; er gehörte der Vereinigung der Schriftsteller (Uniunea Scriitorilor din România) an.

## Filmografie (Auswahl)
- 1957: Wenn du mich liebst (Pasărea furtunii)
- 1965: Vorstadtviertel (Cartierul veseliei)
- 1966: Der letzte große Sieg der Daker (Dacii)
- 1971: Michael, der Tapfere (Mihail Viteazul)
- 1972: Der Pfeil des Kapitäns John (Săgeata căpitanului Jon)
- 1975: Die Fahrt (Cursa)
- 1976: Die letzte Nacht der Einsamkeit (Ultima noapte a singurătăti)
- 1979: Der Mann im Lodenmantel (Un om in loden)
- 1980: Johnny schießt quer (Artista, dollarii şi ardelenii)
- 1981: Die Söldner-Falle (Capcană mercenarilor)
- 1983: Brunnendämmerung (Amurgul fântânilor)
- 1984: Die Waage des Kaisers (Horea)
- 1986: Alles bezahlt man (Totul se plăteşte)
- 1987: Punct şi de la capăt
- 1994: Ultimul mesager
- 2005: Generalul
- 2007: Jugend ohne Jugend (Youth Without Youth)
- 2009: Fetele marinarului